# Charles Antoine Dominique Xaintrailles
Antoine Charles Dominique, comte de Lauthier-Xaintrailles, dit Xaintrailles, né le 17 janvier 1769 à Wesel dans le duché de Clèves et mort le 13 mai 1833 à Paris, est un général français.

## Biographie

### Origine
Antoine Charles Dominique de Lauthier est le fils du comte Dominique Nicolas de Lauthier, aide de camp du maréchal d'Armentières, et de Claire Catherine Biben.

### Carrière militaire
Il entre en 1779 dans le corps royal d'artillerie et y reste huit ans. En 1782, il combat aux Indes. Il quitte provisoirement l'armée puis la réintègre en 1792. 
Il est fait maréchal de camp le 8 mars 1793. En 1794 il est affecté au corps de l'armée du Rhin détaché devant Bliescastel, Hombourg et Kaiserslautern. En 1795 il commande une brigade de l'armée de Rhin-et-Moselle. Le 16 novembre son échec au combat de Frankenstein force le général Pichegru à rétrograder jusqu'aux sources de la Queich.
Le 11 prairial an IV il est promu général de division. Lors de la campagne de 1796, il commande une division au sein de l'armée de Rhin et Moselle commandée par Moreau. Sa division fait partie du centre de l'armée, sous les ordres du général Desaix et est constituée de 4 800 fantassins et 960 cavaliers répartis en 2 demi-brigades de ligne, deux régiments de carabiniers et deux régiments de cavalerie. Il participe aux combats de Maudach le 15 juin et de Renchen le 28 juin.
En 1799 il participe à la tête d'une division de l'armée d'Helvétie à la campagne de Suisse. À l'ouverture des hostilités, il se trouve à gauche et est chargé pendant l'invasion des Grisons d'assurer, avec ses brigadiers Oudinot et Ruby, la liaison avec l'armée du Danube de Jourdan. Il est ensuite chargé, avec 6 000 hommes, de réprimer l’insurrection en Valais. Il le fera violemment. Après quelques semaines, il réussit à réprimer la révolte des insurgés établis à Loèche. En juin 1799 sa division occupe toujours le Valais, à l'extrême droite du dispositif français, et défend le col du Simplon et le col du Grand-Saint-Bernard. Le 13 le général autrichien Haddick à la tête d'un corps de 12 000 hommes, attaque le Simplon et contraint Xaintrailles à faire retraite vers Brigue, mais à la suite d'une série d'ordres contradictoires du commandement autrichien, cette opération est sans conséquence et les Français réoccupent le col. Les mesures, « excessives » selon le général Soult, prises par Xaintrailles pour pacifier le Valais et le manque de discipline de ses soldats, entraînent son remplacement par Turreau à la fin de l'été. En fait, Xaintrailles est responsable de graves exactions commises dans le Haut-Valais. Il est traduit en conseil de guerre et acquitté le 28 avril 1801.
Le général Xaintrailles se fait remarquer au cours de sa carrière pour avoir engagé sa maîtresse comme aide de camp. Il s'agit de la berlinoise Marie-Henriette Heiniken. En 1790 elle fit la connaissance de Xaintrailles, dont elle devint la maîtresse, puis l'aide de camp en 1793, lorsque celui-ci fut nommé général. Elle connut la notoriété non seulement pour avoir porté l'uniforme mais aussi pour s'être distinguée, à maintes reprises, sur le champ de bataille. Elle aurait été la première femme à avoir été initiée en Franc-maçonnerie en France.

### Fin de vie
Réformé, il devient directeur des droits réunis dans le département de la Doire en 1804 puis dans le département de la Sésia. Il demande sa remise en activité à l'Empereur en 1812 qui décide sa mise à la retraite. Il est fait chevalier de la Légion d'honneur le 31 janvier 1813. Après divers aventures, il devient inspecteur des vivres-viandes de l'armée. Il est fait prisonnier à la bataille de Leipzig et rentre en France à la fin de la guerre.
Il meurt, le 13 mai 1833 à Paris, dans une telle misère que le gouvernement paye ses funérailles.